# Panagiota Petridou

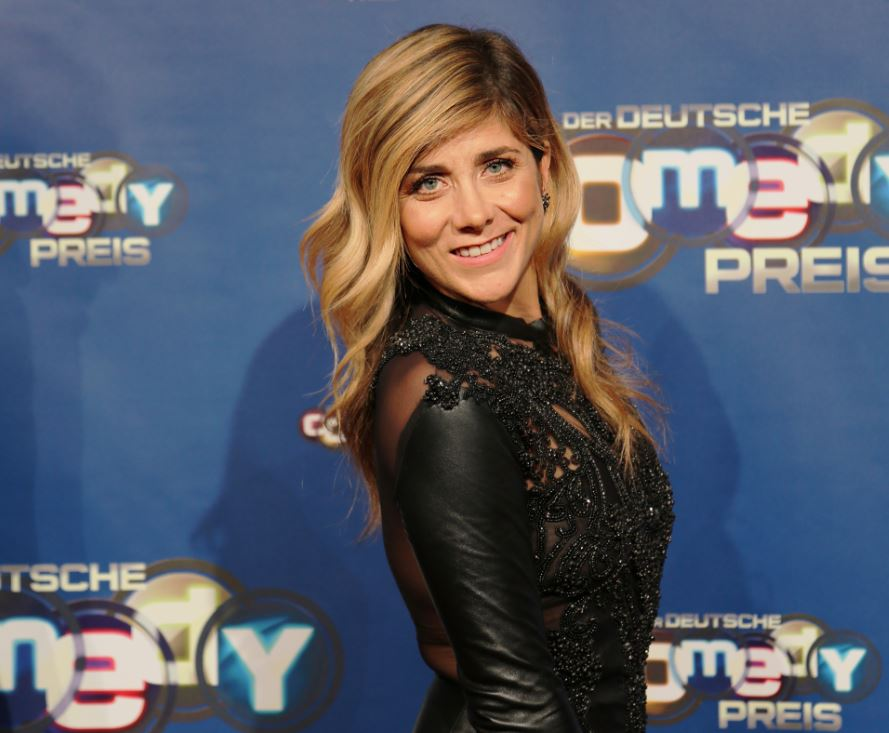
Panagiota Petridou beim Deutschen Comedypreis 2017

Panagiota „Jota“ Petridou (* 13. Juli 1979 in Solingen) ist eine in Deutschland geborene und aufgewachsene griechischstämmige Fernsehmoderatorin, Automobilverkäuferin und ehemalige Handballspielerin.

## Leben und Karriere
Petridous Eltern emigrierten in den 1960er-Jahren aus dem griechischen Levdoukia bei Thessaloniki. Seit den 1970er-Jahren betrieb die Familie zunächst einen Imbiss und später eine Gaststätte. Petridou wuchs als jüngstes von drei Kindern auf. Als sie 18 Jahre alt war, starb ihr Vater und sie musste sich aus Geldmangel vom Ziel eines Schauspielstudiums verabschieden. Nach ihrem Abitur machte sie eine Ausbildung zur Groß- und Außenhandelskauffrau und arbeitete anschließend in verschiedenen Bereichen des Verkaufs. Ab 2004 verkaufte sie Fahrzeuge der Marke Mini und führte 2009 bundesweit das Ranking der besten Mini-Neuwagen-Verkäufer an.
2010 wurde Petridou von Sony Pictures Television angesprochen, ob sie die Moderation für ein neues TV-Doku-Soap-Format übernehmen möchte, in dem es um den Verkauf gebrauchter Fahrzeuge gehen sollte. Sie sagte zu und stand von Ende 2010 bis Ende 2021 für die Moderation der VOX-Doku-Soap Biete Rostlaube, suche Traumauto vor der Kamera. Im Juli 2013 moderierte sie außerdem eine zweite Sendung Abgewürgt und Ausgebremst, die wegen schlechter Quoten nach zwei Wochen aus dem Programm genommen und im Juli 2014 kurzfristig erneut ins Programm aufgenommen wurde.
Über ihren Weg schrieb Petridou das 2018 erschienene Buch Das Scheiße-Gold-Prinzip. Sie spielte über 22 Jahre lang – auf der Position Rechtsaußen – Handball, wo sie unter anderem bei Borussia Dortmund in der 3. Liga aktiv war und 2012 ihre Karriere bei Fortuna Düsseldorf mit dem Aufstieg in die Oberliga beendete.
Am 16. März 2022 gab Petridou bekannt, im Februar Mutter geworden zu sein.

## Moderation
- 2010–2021: Biete Rostlaube, suche Traumauto
- 2013–2014: Abgewürgt und Ausgebremst
- 2016: Die Superolympionikin
- 2024: 99 – Wer schlägt sie alle?

## Fernsehen (Auswahl)

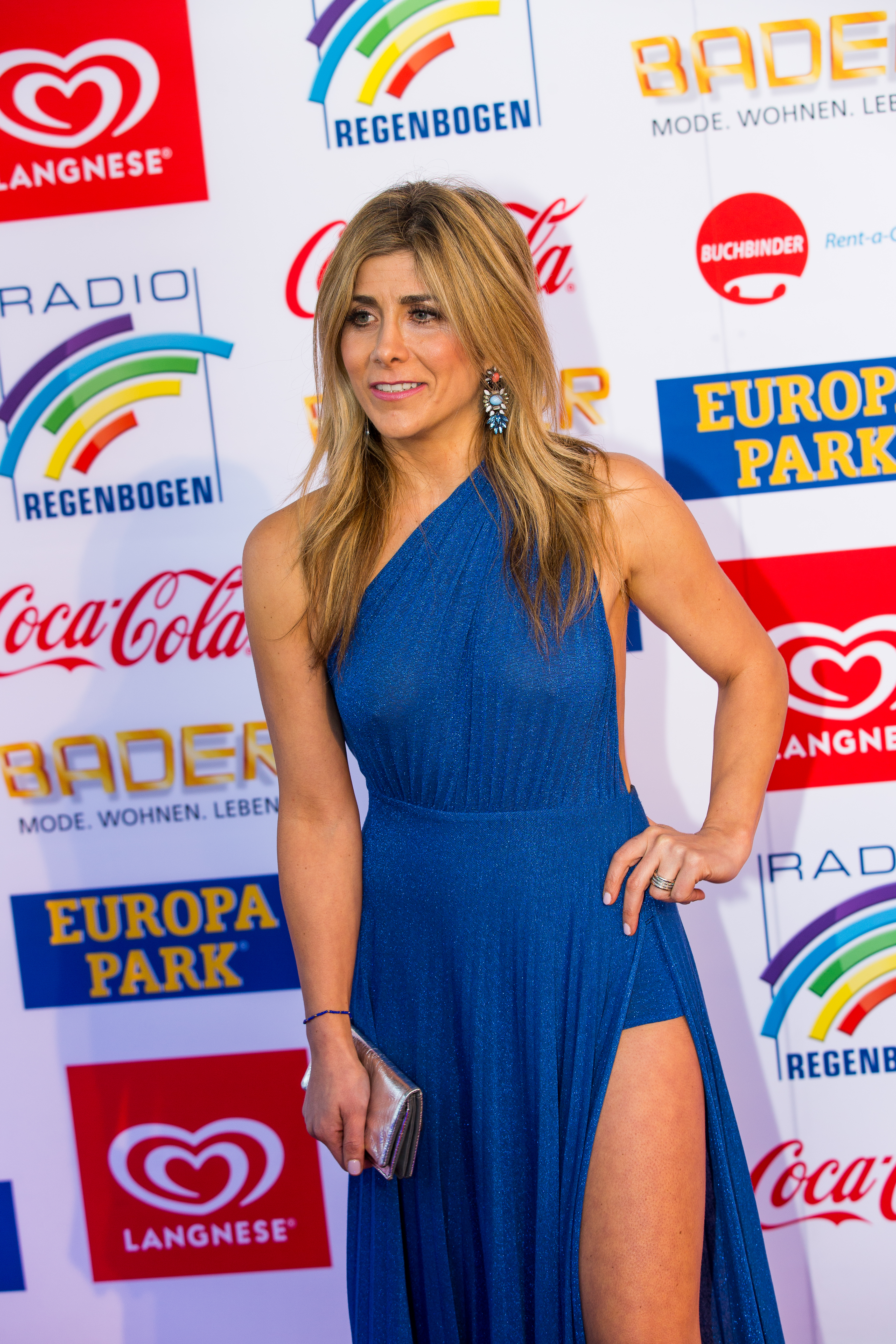
Petridou beim Radio Regenbogen Award 2017 im Europa-Park in Rust

- 2012: Die Promi Kocharena: Weihnachts-Spezial (VOX)
- 2013, 2020: Promi Shopping Queen (VOX)
- 2013: Familien-Duell Promi Spezial (RTL)
- 2013, 2014, 2015: Markus Lanz (ZDF)
- 2013, 2014, 2015, 2016, 2017, 2021: Grill den Henssler (VOX)
- 2013: Das Perfekte Promi Dinner (VOX)
- 2014: Tietjen und Hirschhausen (NDR)
- 2014: Willkommen bei Mario Barth (RTL)
- 2014: Goodbye Deutschland! Die Auswanderer (VOX)
- 2014: Geht’s noch?! Kayas Woche (RTL)
- 2014: 5 gegen Jauch (RTL)
- 2014: Mario Barth deckt auf! (RTL)
- 2015: NDR Talk Show (ARD)
- 2015: Let’s Dance (RTL)
- 2015: Lafer! Lichter! Lecker! (ZDF)
- 2016: Kuttner plus Zwei (ZDF Neo)
- 2016: Jungen gegen Mädchen (RTL)
- 2016: Notruf Hafenkante – Plan B (ZDF)
- 2016: Kölner Treff (WDR)
- 2017: Paul Panzers Comedy Spieleabend (Sat.1)
- 2017: The Taste (Sat.1)
- 2018: Genial daneben (Sat.1)
- 2018–2019: Mord mit Ansage – Die Krimi-Impro Show (Sat.1)
- 2018: Nachsitzen – Promis zurück auf die Schulbank (RTL)
- 2018: Riverboat (MDR)
- 2018: Detlef & Panagiota spielen verrückt (VOX)
- 2019: Rütter reicht’s! (RTL)
- 2019: Was für ein Jahr (Sat.1)
- 2020: Die! Herz! Schlag! Show! (ProSieben)
- 2020: MasterChef Celebrity (Sky One)
- 2020: Genial oder Daneben? (Sat.1)
- 2020: Buchstaben Battle (Sat.1)
- 2020: Nicht dein Ernst! (WDR)
- 2020: Eine Liga für sich (Sky)
- 2021: Pokerface – nicht lachen! (ProSieben)
- 2021: Bin ich schlauer als...? (RTL)
- 2021: 5 gegen Jauch (RTL)
- 2021: Die Gegenteilshow (Sat.1)
- 2021: Was ist deutsch? (ZDF, Dokumentation)
- 2021: Die Retourenjäger (RTL2)
- 2022: Deutschlands größte Geheimnisse (Kabel Eins)
- 2024: Das große Promibacken
- 2025: Die ultimative Chartshow (RTL)